# Krefftichthys anderssoni
El pez linterna rómbico (Krefftichthys anderssoni), es una especie de pez marino de la familia de los mictófidos o peces linterna, la única del género Krefftichthys. El nombre del género es en honor del ictiólogo alemán doctor Gerard Krefft, por su trabajo pionero en el conocimiento de los peces de aguas profundas.

## Morfología
Su longitud máxima descrita es de 7'1 cm, Son luminiscentes, con hileras de fotóforos a lo largo de su cuerpo. No tiene espinas ni en la aleta anal ni en la dorsal, siendo la primera más larga que la segunda.

## Distribución y hábitat
Es un pez marino bati-pelágico de aguas profundas, oceanódromo, que habita en un rango de profundidad entre 0 y 2700 metros Se distribuye por el océano Antártico y las aguas de los demás océanos próximas a éste, entre las latitudes de 32°S y 78°S.
Encontrado por encima de los 50 a 100 m de profundidad al sur del círculo polar antártico durante la noche, pero a más profundidad de 500 a 600 m al norte del círculo e incluso a más de 1000 metros en las zonas de convergencia subtropical.
Se alimenta principalmente de copépodos, pero también de eufasidos y anfípodos.